# Breslauer Jüdisches Gemeindeblatt
Das Breslauer Jüdische Gemeindeblatt war ein deutschsprachiges jüdisches Monatsblatt, das von 1924 bis 1937 in Breslau in der Weimarer Republik und später im NS-Staat erschienen ist. Es fungierte als Amtsblatt der Breslauer Synagogengemeinde. Herausgegeben und redigiert von Ernst Rechnitz, veröffentlichte es amtliche Bekanntmachungen, Berichte zu Veranstaltungen und Gemeindesitzungen, Informationen zu jüdischen Persönlichkeiten, Vereinen, Ausstellungen sowie auch Anzeigen verschiedener Art und Nachrichten zum Wirtschafts- und Geschäftsleben. Einen nicht unwesentlichen Teil nehmen auch soziale Anliegen wie  Arbeitsvermittlung und Spendenaufrufe ein. Der Kulturteil enthält Texte zur jüdischen Geschichte in Schlesien und Buchbesprechungen.
Auf die nationalsozialistische Machtergreifung am 30. Januar 1933 und die hierauf folgende Diskriminierung und Verfolgung der deutschen Juden antwortete das Gemeindeblatt mit der Verbreitung von Aufrufen, einerseits sich solidarisch zur jüdischen Gemeinschaft zu zeigen und notleidenden Glaubensgenossen Unterstützung zu leisten, andererseits sich zur deutschen Identität zu bekennen:

„In allen vaterländischen Kriegen haben deutsche Juden in dieser Verbundenheit Blutopfer gebracht. Im großen Kriege haben von 500 000 deutschen Juden 12 000 ihr Leben hingegeben. Auf dem Gebiete friedlicher Arbeit haben wir mit allen unseren Kräften unsere Pflicht getan. (...) Trotzdem sollen jetzt die deutschen Juden, als die angeblich Schuldigen, zugrunde gerichtet werden. WIr rufen dem deutschen Volk, dem Gerechtigkeit stets höchste Tugend war, zu: Der Vorwurf, unser Volk geschädigt zu haben, berührt aufs tiefste unsere Ehre. Um der Wahrheit Willen und um unserer Ehre willen erheben wir feierlichst Verwahrung gegen diese Anklagen. Wir vertrauen auf den Herrn Reichspräsidenten und auf die Reichsregierung, daß sie uns Recht und Lebensmöglichkeit in unserem deutschen Vaterlande nicht nehmen lassen werden. Wir wiederholen in dieser Stunde das Bekenntnis unserer Zugehörigkeit zum deutschen Volk, an dessen Erneuerung und Aufstieg mitzuarbeiten unsere heiligste Pflicht, unser Recht und unser sehnlichster Wunsch ist.“

Der zunehmend verstärkte Druck auf den Herausgeber und Redakteur Rechnitz führte in der zweiten Jahreshälfte 1933 zu seiner Ablösung. Unter der Schriftleitung von Manfred Rosenfeld verzichtete das Gemeindeblatt auf die Verbreitung politischer Aufrufe und beschränkte sich bis zur Einstellung 1937 auf die Organisation innerjüdischer Solidaritätsarbeit.